# Елец-Маланинский
Еле́ц-Мала́нинский — хутор Елец-Маланинского сельсовета Хлевенского района Липецкой области.

## Население
| 2009 | 2010 |
| ---- | ---- |
| 186  | ↘184 |

## История
С 13 июня 1934 до 1954 года входил в составе Воронежской области.